# Marmita (geologia)

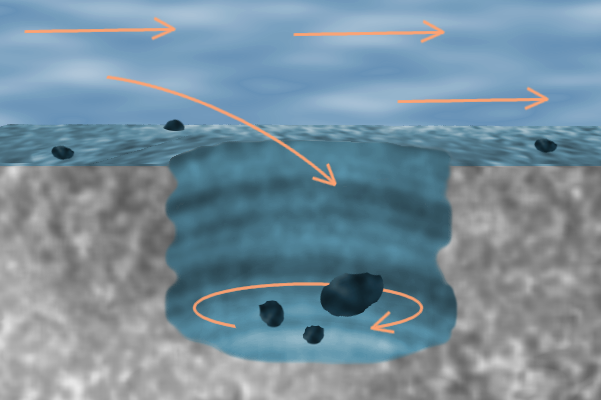
Ilustração da formação de uma marmita

Em geologia, marmita ou marmita de gigante é uma cavidade com forma cilíndrica e alongada que se forma no leito de rios como resultado do movimento giratório de calhaus.